# ألكسندر زيبك
ألكسندر زيبك (بالألمانية: Alexander Siebeck)‏ هو لاعب كرة قدم ألماني في مركز الوسط، ولد في 3 نوفمبر 1993 في لايبزيغ في ألمانيا. لعب مع آر بي لايبزيغ.

## وصلات خارجية
- ألكسندر سيبك على موقع قاعدة بيانات كرة القدم.إي يو (الإنجليزية)
- ألكسندر سيبك على موقع Soccerway.com (الإنجليزية)
- ألكسندر سيبك على موقع عالم كرة القدم.نت (الإنجليزية)